# Pont de Lavaur
Ne doit pas être confondu avec le Viaduc de Lavaur.
Le pont Saint-Roch, est un pont en maçonnerie du XVIIIe siècle franchissant l'Agout à Lavaur, en France. Avec sa portée de 48,75 m, il a été après l'effondrement du pont de Vieille-Brioude en 1822 le pont en maçonnerie de plus grande portée au monde jusqu'à la construction de l'arche de Chester (Angleterre) en 1833.

## Histoire

L'entrée de Lavaur par le pont sur l'Agout

Le pont a été conçu par Joseph-Marie de Saget (1725-1782), aussi appelé De Saget aîné directeur des Travaux Publics du Languedoc, responsable de la sénéchaussée de Toulouse. Il en a dirigé la construction jusqu'au décintrement le 28 juin 1782. Il meurt de la suette peu après. Les travaux sont alors dirigés par son frère De Saget cadet qui le renomme "Pont de Lamaur".
Jusqu'à la fin du décintrement, la construction a été réalisée par Chauvet, entrepreneur à Montpellier. Les travaux d'achèvement ont été exécutés par Grimaud, tailleur de pierre à Monestiés (Tarn).
Le pont fait l’objet d’une inscription au titre des monuments historiques depuis le 3 mars 1960.